# Маренко, Ромуальдо
Ромуа́льдо Маренко (итал. Romualdo Marenco; 1 марта 1841, Нови-Лигуре, Пьемонт — 9 октября 1907, Милан) — итальянский композитор, наиболее известен как автор музыки для балета.

## Биография
Родился в Нови-Лигуре, Пьемонт. Начал карьеру виолончелиста в театре Дориа (Генуя). Впервые написал музыку для балета «Экспедиция Тысячи». Занимал пост дирижёра оркестра в оперном театре Ла Скала и семь лет руководил труппой театра. Входил в Итальянское национальное общество и был близок к Антону Джулио Баррили. Писал музыку для балета вместе с Луиджи Манцотти.
После переезда в Милан, посвятил Кларе Маффеи музыку Rimembranze dei colli di Lecco. Вышел на пенсию, жил на вилле под Каркаре.